# Heteroscada quotidiana
Heteroscada quotidiana är en fjärilsart som beskrevs av Richard Haensch 1903. Heteroscada quotidiana ingår i släktet Heteroscada och familjen praktfjärilar. Inga underarter finns listade i Catalogue of Life.